# Маланчук, Владислав Александрович
Владислав Александрович Маланчук (родился в 1949 году в г. Херсон) — украинский учёный, заведующий кафедрой (с 1.02.1995), член-корреспондент Национальной Академии медицинских наук Украины (избран 06.11.2003 по специальности стоматология), доктор медицинских наук (1994), профессор (2001), почётный профессор Тернопольского государственного медицинского университета имени И. Я. Горбачевского (2012). Госслужащий 5 ранга (2003). Автор новейших научных исследований и учебных пособий. Патентовед (1980)
Президент Украинской ассоциации черепно-челюстно-лицевых хирургов, представитель Украины в Советах Европейской ассоциации черепно-челюстно-лицевых хирургов (EACMFS) (с 1992 г.) и Международной ассоциации челюстно-лицевых хирургов (IAMFS), с 2000 г. — вице-президент Всеукраинской ассоциации пластических, эстетических и реконструктивных хирургов (ВАПРЕХ). Член международной ассоциации имплантологов (ICOI), почётный член (2012) Deutsche Gesellschaft fur Orale Implantologie (DGOI). Дипломант-эксперт (2006) ICOI (International Congress of Oral Implantologists), Заслуженный деятель науки и техники (2004).

## Биография
Родился в семье служащих. Мать, Галина Ивановна, родилась в семье крестьянина Ивана Федоровича. В 1938 г. окончила Пятигорскую зубоврачебную школу, в годы Великой Отечественной войны — старший лейтенант медицинской службы в госпиталях, а в 1946—1990 гг. работала врачом в Херсонской областной стоматологической поликлинике.
Отец, Александр Ефремович, родился в г Голая Пристань, Херсонской области в семье Ефрема Сергеевича Маланчука, повара. В 1941 г. окончил 3 курса ветеринарного факультета Одесского сельскохозяйственного института, в годы войны — гвардии капитан, командир артиллерийской батареи, командир разведки артполка, был награждён 4 орденами, медалями. Защищал Одессу, освобождал Варшаву. После войны и окончания института был инструктором Херсонского ОК КПУ, погиб при исполнении служебных обязанностей в июле 1967.
В. А. Маланчук в 1966 поступил на лечебный факультет Крымского медицинского института, через год перевёлся на стоматологический факультет Одесского медицинского института имени Н. И. Пирогова, который окончил в 1971 г. был комсоргом, старостой группы. Участник ансамбля бального танца «Ритм» Одесского дворца студентов.
В 1971—1976 гг. — стоматолог терапевтического и хирургического приема больницы Водников (комсорг больницы), врач городского травматологического пункта городской стоматологической поликлиники г. Херсон. В январе — марте 1974 был на трёхмесячных курсах кафедры челюстно-лицевой хирургии Киевского института усовершенствования врачей (зав. каф. Э. А. Александрова, А. М. Солнцев).
В 1976—1978 гг. — клинический ординатор кафедры хирургической стоматологии Киевского медицинского института имени А. А. Богомольца (зав. — профессор Ю. И. Бернадский). В 1978—1981 гг. — врач челюстно-лицевого отделения Киевской клинической больницы № 23 им. Калинина — клинической базы кафедры (ул. Зоологическая, 3). С октября 1981 г. — ассистент кафедры хирургической стоматологии КМИ . С ноября 1994 г. — доцент, с 1.02.1995 — заведующий кафедрой хирургической стоматологии Национального медицинского университета имени А. А. Богомольца, с 2001 года — профессор.

## Научная деятельность
В 1984 году защитил пятую по счету кандидатскую диссертацию на тему «Хирургическое лечение переломов скуловой комплекса в зависимости от давности травмы», а в 1994 г. — докторскую: «Реконструктивно-восстановительные операции на нижней челюсти (клинико-лабораторное исследование)». С 1995 г. — член специализированного совета «Стоматология» Национального медицинского университета имени А. А. Богомольца, в 2000—2005 гг. — специализированного совета Института стоматологии АМН Украины (Одесса). В 1998—2000 гг. — член экспертного совета «Хирургия» ВАК Украины.
Автор более 980 научных работ, в том числе 4 национальных учебников, 6 монографий, 5 учебных пособий, программ для студентов, 34 изобретения СССР и более 120 патентов Украины. Под его редакцией вышло 27 сборников тезисов докладов научных форумов. Подготовил 5 докторов и 27 кандидатов наук, провёл 25 международных конгрессов и конференций. Стажировки за рубежом: Дублинский университет (Ирландия, 1993), городская клиника г. Мёнхенгладбах (Германия, 1994). Участник и докладчик на 26 международных конгрессах и конференциях.
Основные направления научной деятельности — разработка новых методов и технологий в челюстно-лицевой хирургии: травматологии, реконструктивно-восстановительной, эстетической и пластической хирургии мягких тканей и костей челюстно-лицевой области, стоматологической имплантации, лечение дефектов и деформаций челюстей, верхней губы, носа и небо, анкилозов и деформирующих артрозов височно-нижнечелюстного сустава; обоснование дистракционного метода в хирургии челюстей, выбор костных трансплантатов по биологическим свойствам, применение лазеротерапии и озона, биомеханика при операциях на лицевом черепе.
Маланчук В. А. вместе с проф. В. С. Астаховой и доц. О. Л. Циленко открыл (1996—2002) новые виды и свойства остеогенных клеток — предшественников человека, предложил биологически обоснованные операции на костях и методы влияния на остеогенез, исследовал изменения репаративного потенциала костного мозга человека в Киевском регионе в 1986 по 2012.

### Основные научные труды
Национальные учебники :
- «Основы стоматологии» (2009)
- «Хирургическая стоматология и челюстно-лицевая хирургия» в 2 томах (2011)
- «Oral and maxillofacial surgery» (2011—2012)
- «Основы наномедицины» (2011)
- «Нанонаука, нанобиология, нанофармация» (2012)
- «Основы стоматологической деятельности» (2009, 2011)
- «Озоно-кислородная терапия в стоматологии и челюстно-лицевой хирургии» (2004)
- «Челюстно-лицевая хирургия и хирургическая стоматология в Украине» (1998)
- «Концепция немедленной имплантации и её клиническое применение» (2006)
- «Доброкачественные опухоли и опухолеподобные поражения челюстно-лицевой области и шеи» (2008)
- «Имитационное компьютерное моделирование в челюстно-лицевой хирургии» (2013)
- «Остеомиелит челюстей в больных на фоне наркотической зависимости» (2013).
- «Пошкодження орбіти і сльозовивідних шляхів» (2014).
- «Мои воссозданные лица: размышления и воспоминания хірурга» (2015).
- «Oral and maxillofacial surgery. Pt. 1-2: textbook/ Nat. Bogomolets med. univ., Dep. of oral and maxillofacial surgery» (2018).

Открытия:
- Гетерогенность остеобластов костного мозга человека (2002)
- Проекция ВНЧС на радужную оболочку глаза (2011).

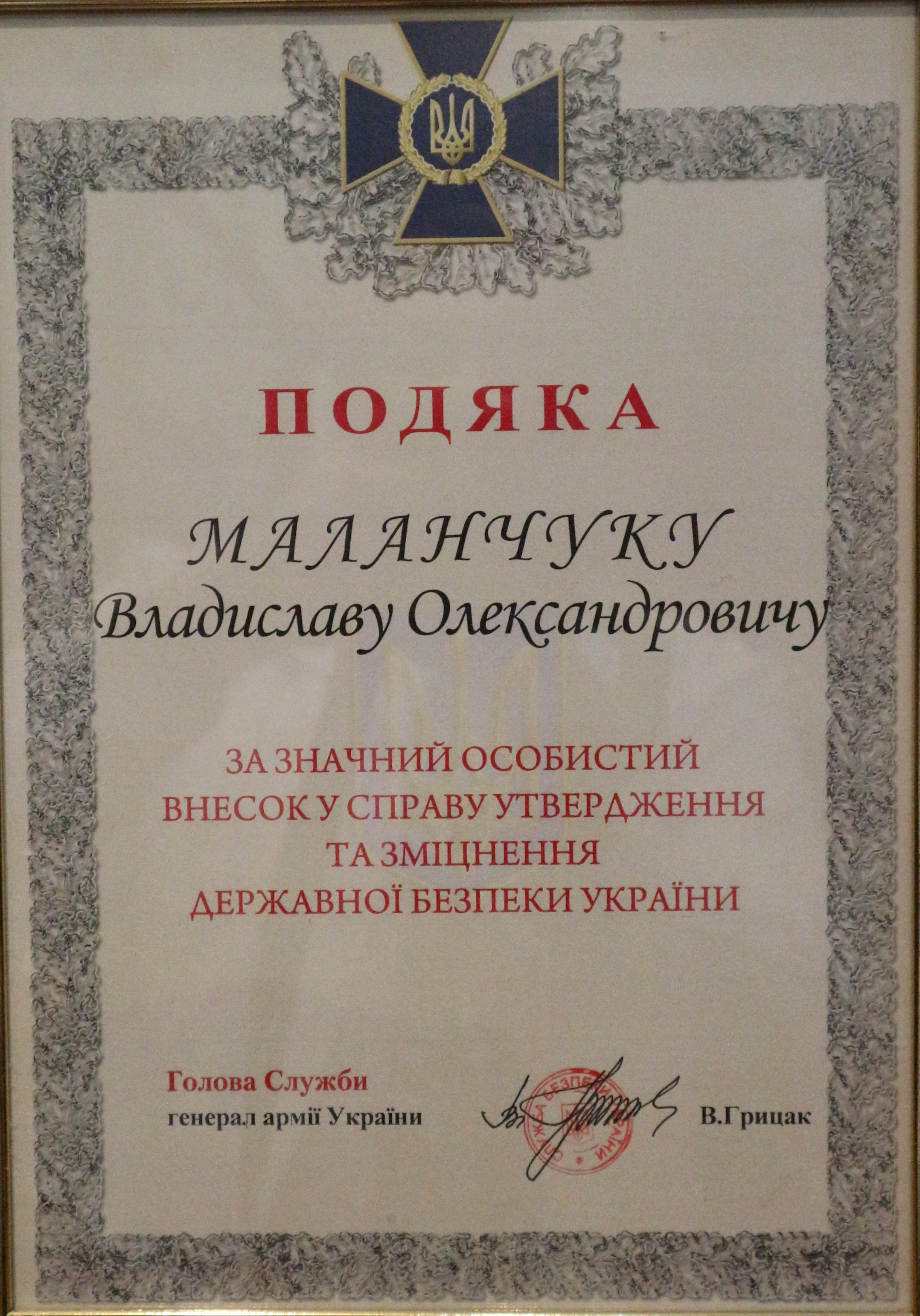
Благодарность от главы Службы Безопасности Украины Грицака В.

## Награды
Награждён орденом «За заслуги» III степени (2000), член-корреспондент НАМН Украины (2003), Заслуженный деятель науки и техники (2004), Diplomate ICOI (May, 2006), член DGOI (2008), Почётными грамотами МЗ Украины, Орден Святого Равноапостольного князя Владимира большого III степени (2012). Почётный профессор Тернопольского медицинского университета имени И. Я. Горбачевского (2012), Медаль АСУ Святой Аполлонии (2017), медаль АСУ им. Ю. Й. Бернадского, Благодарность и отличие Главы СБУ (2017), медаль НАНУ «За научные достижения» (2019), НАМН «Агапита Печерского» (2019), «За жертвенность и любовь к Украине» (2019). Лауреат Государственной премии Украины в области науки и техники.

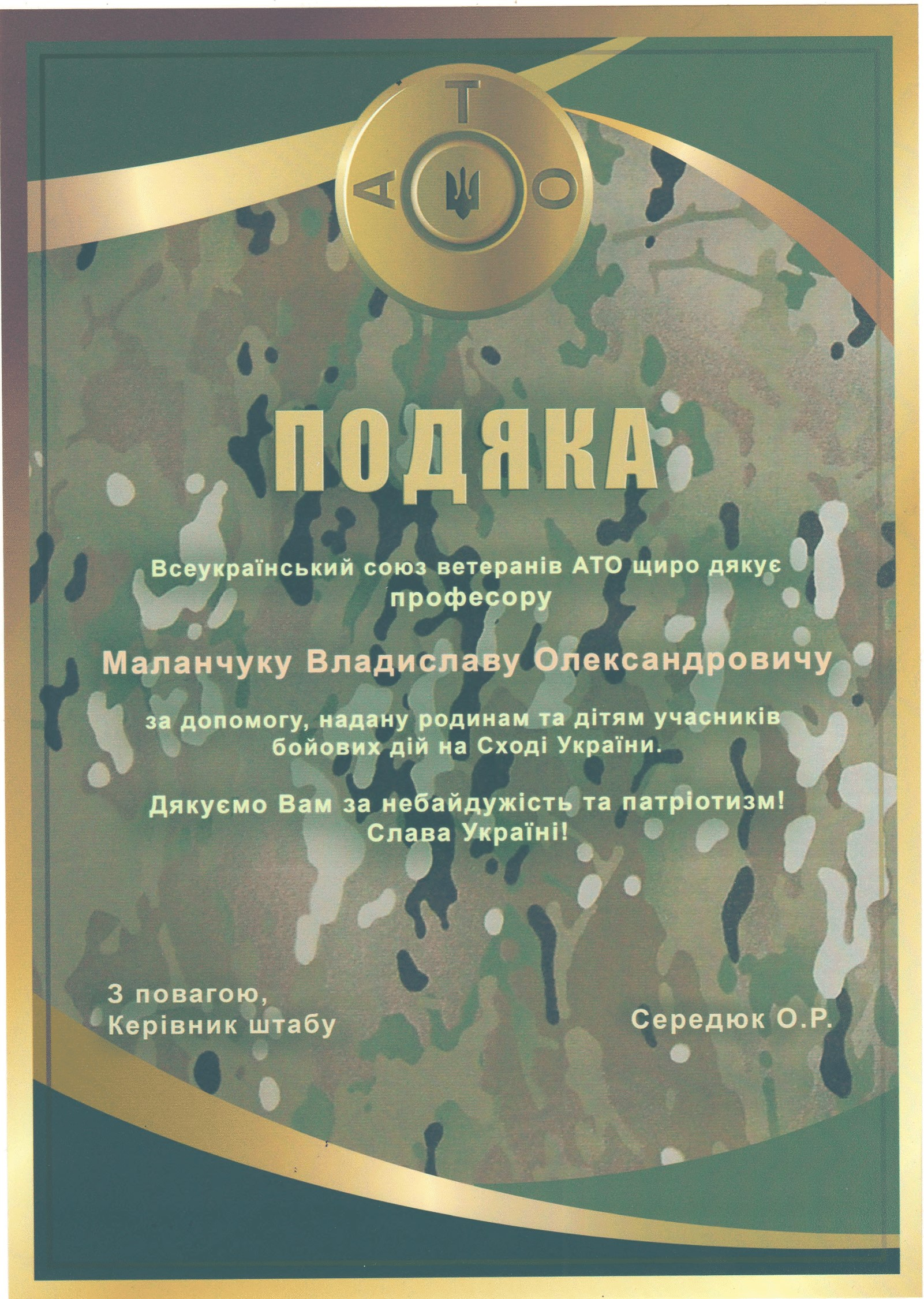
Благодарность от Всеукраинского союза ветеранов АТО

## Интересные факты
Маланчук Владислав Александрович участник ликвидации аварии на ЧАЭС в 1986 г. В 1996 г. создал с проф. Ю. Й. Бернадским и возглавил Украинскую ассоциацию черепно-челюстно-лицевых хирургов. В 1996 и 1997 вместе с проф. Ю. П. Шупиком и проф. А. В. Филипчуком работал в государственных комиссиях по идентификации погибших граждан Украины в авиакатастрофах на Шпицбергене (29.08.1996, Норвегия) и Салониках (20.12.1997, Греция), за что получил благодарность Министра здравоохранения. Из Университета Осло и Муниципалитета Афин организовал гуманитарную помощь для кафедры в виде медицинского оборудования стоимостью около 80 000 долл. С 1996 г. — профессор-консультант Центрального Республиканского бюро судмедэкспертизы Украины, консультант медицинских служб МО и СБ Украины, Государственного управления делами.
В 1997 г. вместе с В. В. Лосем восстановил (во время запрета использования метода) применение в СССР стоматологической имплантации. В 1985 г. ввёл на кафедре использования дистракционного метода, на базе Киевского НДИКЕХ начал микрососудистые операции по пересадке сложных лоскутов тканей на лице. Впервые в СССР в 1986 году пересадил плюсне-фаланговый сустав пациента вместо поврежденного височно-нижнечелюстного; в 1987 г. впервые на Украине в больнице скорой медицинской помощи начал срочные операции при черепно-лицевых повреждениях, а с 1995 г. — удаление интра- и экстракраниальных расположенных опухолей (вместе с нейрохирургами) в НИИ нейрохирургии, НИИ отоларингологии.
С 1985 обеспечивал профессиональные отношения специалистов УССР с челюстно-лицевыми хирургами мира. В 1985—1991 из более 6000 запросов к ведущим специалистам мира получил около 1200 копий их научных работ, в том числе в 1990 г. — от основателя черепно-челюстно-лицевой хирургии Поля Тесье (Франция).
С 12.2002 по 15.04.2005 — зав. отделом по вопросам здравоохранения, семьи, молодёжи, физкультуры и спорта и туризма Управление по гуманитарной политике Главного управления внутренней политики Администрации президента Украины. Подготовил ряд документов по вопросам гуманитарной политики государства. Способствовал созданию института генетической и регенеративной медицины в составе АМН Украины, института иммунологии в составе НМУ им. А. А. Богомольца. Член государственных комиссий по биобезопасности и межгосударственного усыновления детей, лишенных родительской опеки.

## Диссертации
Авторы диссертаций, защищенных под руководством заведующего кафедрой, член — корреспондента НАМН Украины, профессора В. А. Маланчука:
Докторские : В. Г. Центило (Донецк, 2007), Я. П. Нагорный (Тернополь, 2009), О. С. Воловар (Киев, 2013), А. В. Копчак (Киев, 2014), Е. А. Астапенко (Киев, 2016), Я.А,Кульбашная (2016, рук. — Я. В. Цехмистер).
Кандидатские : Н. А. Довбыш (1999), О. С. Воловар (2000), Е..А. Астапенко (2000), В. В. Процик (2001), А. В. Копчак (2003) , О. Л. Циленко (Серенкова) (2004), И. П. Логвиненко (2005), А. Моддарес (Иран) (2007), М. М. Чумак (2006), М. А. Гордейчук (2010), Т. В. Добрый- Вечер (2011), В. М. Ефисько (2011), И. С. Бродецкий (2011), Ю. В. Чепурный (2011), И. Г. Скворцова (2012), Г. Г. Пилипюк (Тур)(Стокгольм, Швеция, 2012), Фаршад Изадхах (Иран) (2014), Н. М. Тимощенко (2015), А. И. Жуковцева (2016), Д. Н. Кеян (2016), В. В. Перерва (2016), А. В. Рыбачук (2016), А. Н. Гусейнов (2018), Р. С. Паливода (2018), В. Н. Ефисько (2019), В. С. Швыдченко (2019).
Подано к защите:
Кандидатские: П. В. Грабовецкий, А. В. Сидоряка.
Готовят диссертации:
И. С. Бродецкий, В. Н. Ефиско, Джавадиасл А., Г. В. Жураковская, М. Довмантич, А. А. Бойко, Б. Величко, Я. М. Мазурик и другие.